# Koryo Tours
Koryo Tours là một công ty du lịch độc lập có trụ sở tại Bắc Kinh, chuyên về các chuyến du lịch độc lập và theo nhóm đến nước Cộng hòa Dân chủ Nhân dân Triều Tiên (còn được gọi là Bắc Triều Tiên). Các tour du lịch của họ hoạt động suốt cả năm mặc dù tháng 12 thường đóng lại với ngành du lịch do thời tiết lạnh lẽo và các viện bảo tàng đóng cửa. Có gói cho việc tạm trú ở thủ đô Bình Nhưỡng bằng cách đến thăm khu phi quân sự Triều Tiên gần biên giới với Hàn Quốc. Tại thời điểm khác nhau trong năm có những sự kiện khác như Mass Game (thể dục đồng diễn) và Liên hoan phim Quốc tế Bình Nhưỡng đều có sẵn các chuyến tour du lịch đặc biệt khi họ đang điều hành.

## Lịch sử
Koryo Tours do Nick Bonner và Joshua Green thành lập vào năm 1993 và hai người đứng ra tổ chức các chuyến viếng thăm nước Cộng hòa Dân chủ Nhân dân Triều Tiên từ năm 1993. Simon Cockerell, Hannah Barraclough và Amanda Carr dẫn đầu các hoạt động khác nhau và thúc đẩy du lịch và giao lưu văn hóa từ thể thao cho tới nghệ thuật.

## Các gói du lịch

### Du lịch
Năm 1993, Koryo Tours được đề cử như một chuyên gia về du lịch bởi Công ty Du lịch Quốc tế Triều Tiên, một phần của cơ quan Chính phủ CHDCND Triều Tiên. Koryo Tours chiếm hơn 50% số lượng du khách phương Tây đến thăm Bắc Triều Tiên. Koryo Tours chịu trách nhiệm cho việc mở cửa các điểm đến mới tại CHDCND Triều Tiên cũng như các hoạt động mới như; đi xe đạp, tour du lịch giáo dục, v.v...*

### Sự kiện văn hóa
Tổ chức sự trở lại của đội bóng CHDCND Triều Tiên trong World Cup 1966 đến nước Anh (sự kiện văn hóa lớn nhất của Bắc Triều Tiên với châu Âu) vào tháng 10 năm 2002. Hơn 100.000 người hâm mộ bóng đá nước Anh đã đổ ra ngoài để chào đón các cầu thủ ở các câu lạc bộ bóng đá khác nhau. Điều phối viên quốc tế dành cho Liên hoan phim Quốc tế Bình Nhưỡng hai năm một lần với tổng số khán giả địa phương lên đến 120.000 người. Năm 2004/2006 họ đã cho trình chiếu Bend It Like Beckham, Mr Bean the Disaster Movie và Bride and Prejudice, mỗi phim có tới hơn 12.000 người dân địa phương đến xem. Giao lưu văn hóa khác nhau bao gồm cả âm nhạc và thể thao. Kết hợp với Bộ Thể dục thể thao của nước CHDCND Triều Tiên sắp xếp các trận bóng đá, khúc côn cầu trên băng, cricket, bóng chuyền và ném đĩa hữu nghị đầu tiên giữa cư dân địa phương và người phương Tây. Tháng 9 năm 2010 nhờ sự ủng hộ của Đại sứ quán Anh và CLSA nhằm đánh dấu mười năm quan hệ ngoại giao mà họ đã đưa CLB Bóng đá Nữ Middlesbrough đến Bình Nhưỡng chơi với hai đội bóng của Bắc Triều Tiên, cả hai trận đấu được 6.000 người hâm mộ Triều Tiên theo dõi và phát sóng trên toàn quốc. Họ còn giúp đỡ Đại sứ quán Anh với chương trình phát sóng trên toàn quốc ‘Bend It Like Beckham’ vào ngày 26 tháng 12 năm 2010 (bộ phim phương Tây đầu tiên được phát sóng ở CHDCND Triều Tiên). Họ dự định đưa một đội bóng đá nữ Bắc Triều Tiên đến châu Âu vào mùa thu năm 2012.

#### Tháng 9 năm 2008 đến nay
Triển lãm Tranh khắc gỗ dành cho Hiệp hội Triều Tiên, New York hiện đang thuộc về chuyến tour của Mỹ/Canada.

#### Tháng 12 năm 2009 đến tháng 3 năm 2010
Phòng trưng bày Nghệ thuật Hiện đại Brisbane tại Lễ kỷ niệm Ba năm Nghệ thuật Đương đại châu Á-Thái Bình Dương đồng phụ trách tạm thời những tác phẩm của Bắc Triều Tiên (tác phẩm nghệ thuật cho mượn dài hạn và được tặng cho Phòng trưng bày Nghệ thuật Queensland). Được mời trưng bày bộ sưu tập tại Trung tâm Đông Tây, Hawaii kết hợp với Hiệp hội Nghiên cứu châu Á.

### Công tác xuất bản
Năm 2009 tại nhà xuất bản của ‘Nghệ thuật CHDCND Triều Tiên – Áp phích phim của Bắc Triều Tiên’. Năm 2007 đã cho xuất bản ‘Chào mừng bạn đến Bình Nhưỡng’ một cuốn sách hình nghiên cứu nhiếp ảnh với Charlie Crane (người thắng Giải thưởng Quốc tế Nhiếp ảnh Báo chí nước Anh). Năm 2008 đồng tác giả của ‘Một đêm ở Bình Nhưỡng’ (sách ảnh về thể thao đồng diễn) Werner Kranwetvogel. Năm 2002 Wallpaper Magazine đã cho xuất bản và viết về đặc trưng kiến trúc của Bình Nhưỡng cùng với nhiếp ảnh gia CHDCND Triều Tiên. Vào năm 2012, Koryo đã phát hành Pyongyang Racer, một tựa game đua xe chơi trên trình duyệt để thúc đẩy nhiều du khách đến thăm Bắc Triều Tiên hơn nữa.

### Truyền thông
BBC Radio 3 – Điều phối ‘Travelogue’ Kênh 4 (Anh) chương trình du lịch đầu tiên về CHDCND Triều Tiên (1995). Sắp xếp chương trình âm nhạc đầu tiên về Bắc Triều Tiên với Andy Kershaw, hai phần, Sony giới thiệu (2003). BBC Radio 4- Được mô tả sơ lược trong chương trình phát thanh travelogue hai phần theo sau Nicholas Bonner trên chuyến tour ở Bắc Triều Tiên, Sony giới thiệu (2005). Những cuộc phỏng vấn/cộng tác truyền thông chính thức. (2007) CNN TalkAsia phỏng vấn với Nicholas Bonner. (2006) Nicholas Bonner và Daniel Gordon phỏng vấn dựa trên bộ phim tài liệu của họ với tựa đề ‘Crossing the Line’ dành cho CBS 60 phút với sự xuất hiện của Bob Simmons. Đồng dẫn chương trình trong loạt phim truyền hình du lịch ‘Departures’ về Bắc Triều Tiên (2009) phát sóng trên kênh National Geographic Adventure Channel.

## Chỉ trích
Một số chuyên gia về miền Bắc như B.R. Myers cảm thấy việc du lịch đến Bắc Triều Tiên như đang góp phần ủng hộ chế độ, qua tăng cường công tác tuyên truyền của nó và bác bỏ tuyên bố của giới ngoại giao quốc tế và sự thất bại của các rào cản được cho là "vô nghĩa" về việc kiểm soát cứng nhắc của nước này qua những gì mà du khách được phép xem và với người mà họ có thể tương tác.